# Neolinguatula
Neolinguatula is een geslacht van kreeftachtigen uit de klasse van de Ichthyostraca.

## Soort
- Neolinguatula nuttalli (Sambon, 1922)